# LVM 3
LVM 3 nebo dříve také Geosynchronous Satellite Launch Vehicle Mark III (GSLV Mk.3) je středně těžká nosná raketa, vyvinutá Indickou kosmickou agenturou (ISRO).
Tato nosná raketa je schopná umístit čtyřtunovou družici na GTO a umožňuje tak Indii zachovat si úplnou soběstačnost v oblasti vypouštění družic na oběžnou dráhu. Díky LVM 3 má Indie nový první stupeň tvořený dvěma raketovými motory na TPH (boostery), dále vlastní druhý stupeň (svazek 2 efektivnějších motorů na KPH, namísto 4 starších a izolovaných) a také svůj nový a silnější horní stupeň na plně kryogenní palivo, který je modernější a má vyšší nosnost, než horní stupeň předchozího indického nosiče GSLV Mk.2 . LVM 3 bude možné využít, jak jako nosič družic na GEO, tak i na LEO, jako nosič indické kosmické lodi. Umožňuje používat indický kryogenní horní stupeň s větším nákladem, než dosavadní nosič GSLV Mk.2 .

## Historie
Vývoj LVM 3 (tehdy ještě GSLV Mk.3) začal krátce po roce 2000. První start byl plánován na rok 2009–2010. Zpoždění bylo způsobeno několika faktory, včetně havárie horního kryogenního stupně CE-20, vyvinutého Indickou kosmickou agenturou (ISRO), dne 15. dubna 2010. Tento horní kryogenní stupeň byl poprvé vynesen ještě předchozím nosičem GSLV Mk.2 D3 (GSLV Mk.2 třetí vývojový let). Následující zkušební let tohoto kryogenního stupně GSLV Mk.2 D5 byl již zcela úspěšný.
Suborbitální letový test nosiče LVM 3 (LVM 3-X), s pasivním horním stupněm, byl uskutečněn 18. prosince 2014. Při letu na suborbitální trajektorii byl otestován přistávací modul kosmické lodi. První start s vynesením nákladu na oběžnou dráhu byl uskutečněn 5. června 2017. Při tomto startu byla podle plánu na dráhu přechodovou ke geostacionární vynesena telekomunikační družice GSAT-19 o hmotnosti 3136 kg. Při dalším startu dne 14. listopadu 2018 byla úspěšně vynesena telekomunikační družice GSAT-29 o hmotnosti 3423 kg.
První předstartovní odpočítávání nosiče LVM 3 M1 začalo 14. července 2019. Avšak před startem byla zaregistrována anomálie nosné rakety a proto byl start odložen.
Start nosiče LVM 3 M1 proběhl 22. července 2019 a vynesl při něm indický komplex Čandraján-2, skládající se z orbiteru (družice Měsíce), landeru (sonda), roveru (vozítko) a laserového odražeče, vše o celkové hmotnosti 3890 kg.

## Aktuální vývoj
První start s kosmickou lodí Gaganyaan a kosmonauty na palubě je plánován ve 4.Q roku 2022 (nepilotovaný) a v roce 2023 (pilotovaný).
Také probíhá vývoj a testování nové verze vysoce spolehlivých prvních stupňů (boosterů) tohoto nosiče, s označením HS200, o hmotnosti paliva 203 tun, s dobou funkce 135 sekund, které mají být použity v pilotovaném programu Gaganyaan.
V budoucnosti je předpokládán vývoj částečně kryogenního (na kapalný, tedy kryogenní kyslík a letecký petrolej (RP-1)) motoru pro druhý stupeň tohoto nosiče, který umožní zvýšení nosnosti na GTO na 6 tun.

## Popis nosiče

### První stupeň
LVM 3 používá raketové motory na pevná paliva (boostery) typu S200. Každý z nich má průměr 3,2 metru, délku 25 metrů a obsahuje 207 tun paliva. Tyto motory hoří 130 sekund a oba celkem produkují tah přibližně 10 000 kilonewtonů (což znamená asi 1000 tun tahu).

### Druhý stupeň
Centrální stupeň, označený L110, má průměr 4 metry. Spaluje kapalná paliva: nese 110 tun UDMH a N2O4. Tento stupeň je prvním indickým klusterem (svazkem motorů) na kapalná paliva. Používá dva vylepšené motory Vikas, každý o tahu okolo 700 kilonewtonů (asi 70 tun tahu). Raketové motory používají regenerativní chlazení, a v porovnání s předchozími motory Vikas mají sníženou hmotnost a zvýšenou účinnost (specifický impuls). Tento stupeň, L110, se spouští 113 sekund po startu a poskytuje tah po dobu přibližně 200 sekund.

### Třetí stupeň
Kryogenní třetí (tzv. horní) stupeň je označen C25 resp. C30 a je poháněn raketovým motorem CE-20 vyvinutým v Indii. Tento motor spaluje kryogenní O2 a H2. V případě horního stupně C25 produkuje 186 kilonewtonů (přibližně 18,6 tun tahu), po dobu přibližně 640 sekund. Stupeň má průměr 4 metry a délku 13,5 metru. Obsahuje 25 resp. 30 tun tohoto paliva.

### Kryt nákladu
Kryt nákladu má průměr 5 metrů a umožňuje nést náklad o objemu 110 kubických metrů.

## Varianty

### GSLV Mk.3 X (LVM 3 X)
První letová vývojová verze. Místo horního stupně nesla experiment CARE, což byl test schopnosti návratového modulu zajistit indické kosmické lodi s kosmonauty, průchod zemskou atmosférou a jejich měkké přistání na Zemi.

### GSLV Mk.3 D1
První let kompletního nosiče. Vývojová verze schopná vynést náklad na geosynchronní oběžnou dráhu. Vynesla indický satelit GSAT-19. Lepší aerodynamika hlavních přídavných motorů (boosterů) než u GSLV Mk.3 X.

### GSLV Mk.3 D2
Druhá vývojová verze. Vynesla indický satelit GSAT-29. Používá výkonnější a efektivnější motory 2. stupně (stupeň L110, s dvěma motory Vikas verze HPVE-1).

### GSLV Mk.3 M1 (LVM 3 M1)
První operační verze nosiče. Vynesla indický komplex pro výzkum Měsíce, Čandraján-2.

### LVM 3 M2
První komerční let operační verze nosiče. Vynesla 36 družic firmy OneWeb.

## Historie startů
| Let | Čas startu (UTC)        | Varianta | Náklad                                             | Hmotnost nákladu                     | Výsledek | Poznámka |
| --- | ----------------------- | -------- | -------------------------------------------------- | ------------------------------------ | -------- | --- |
| X   | 18. prosince 2014 04:00 | LVM 3-X  | Crew Module Atmospheric Re-entry Experiment (CARE) | 3 775 kg(suborbitální let)           | Úspěch   | Místo třetího stupně byla zátěž; náklad tvořil návratový modul indické kosmické lodi, který v pořádku přistál do moře |
| D1  | 5. června 2017          | Mk.3     | GSAT-19E                                           | 3 136 kg(GTO)                        | Úspěch   | První let kompletního nosiče                                                                                          |
| D2  | 14. listopadu 2018      | Mk.3     | GSAT-29                                            | 3 423 kg (GTO)                       | Úspěch   | První let s vylepšenými motory Vikas (HPVE-1) druhého (hlavního centrálního) stupně                                   |
| M1  | 22. července 2019       | Mk.3     | Čandraján-2                                        | 3 890 kg (oběžná dráha okolo Měsíce) | Úspěch   | První operační let nosiče LVM 3 s indickou sondou Čandraján-2 k Měsíci                                                |
| M2  | 22. září 2022           | LVM 3    | 36 družic OneWeb                                   | 5 796 kg (LEO)                       | Úspěch   | První komerční let nosiče                                                                                             |
| M3  | 26. březen 2023         | LVM 3    | 36 družic OneWeb                                   | 5 796 kg (LEO)                       | Úspěch   | Druhý komerční let nosiče                                                                                             |
| M4  | 14. červenec 2023       | LVM 3    | Čandraján-3                                        | 3 900 kg (oběžná dráha okolo Měsíce) | Úspěch   | Let indického nosiče LVM 3 s indickou sondou Čandraján-3                                                              |
| M5  | 2025                    | LVM 3    | BlueBird 6                                         | ?                                    | Plán     | Třetí komerční let nosiče                                                                                             |
| Mx  |                         | LVM 3    |                                                    |                                      | Plán     | |
| Let | Čas startu (UTC)        | Varianta | Náklad                                             | Hmotnost nákladu                     | Výsledek | Poznámka |